# Stopnja specifične absorpcije
Stopnja specifične absorpcije (angleško Specific Absorption Rate, SAR) je merilo za oceno vplivov elektromagnetnih sevanj na organizme. Stopnja specifične absorpcije se nanaša na sprejem (absorpcijo) energije zaradi izpostavljenosti viru elektromagnetnega sevanja. Podaja se kot količina absorbirane energije na kilogram telesne mase. Enota za podajanje SAR so vati na kilogram telesne mase (W/kg).